# Drosophila flexa
Drosophila flexa är en tvåvingeart som beskrevs av Friedrich Hermann Loew 1866. Drosophila flexa ingår i släktet Drosophila och familjen daggflugor.
Artens utbredningsområde är Kuba och Mexiko.